# Dexicrates robustus
Dexicrates robustus là một loài bọ cánh cứng trong họ Bostrichidae. Loài này được Blanchard miêu tả khoa học năm 1851.